# Romano Forin
Romano Forin (Piove di Sacco, 4 novembre 1936 – Padova, 2 giugno 2018) è stato un calciatore italiano, di ruolo centrocampista.

## Carriera
Cresciuto nel Padova, debutta in Serie A nella stagione 1957-1958 (una presenza).
Dopo un anno con la Mestrina, nella stagione 1959-1960 torna a giocare in Serie A con l'Alessandria.
Dal 1960 al 1964 veste invece la maglia del Crotone, ed in seguito gioca nuovamente con la Mestrina in Serie C.

## Palmarès

### Club

#### Competizioni nazionali
- Serie D: 1

Crotone: 1963-1964